# Кургани (пам'ятка природи)
Кургани — комплексна пам'ятка природи місцевого значення. Об'єкт розташований на території Зіньківського району Полтавської області, на території Власівської сільської ради.
Площа — 0,82 га, статус отриманий у 2018 році.
Кургани, вкриті степовою рослинністю, залишками степової біорізноманітності з рідкісними видами рослин.